# Pelé, el naixement d'una estrella
Pelé: El naixement d'una estrella o Pelé, el naixement d'una llegenda, (títol original en anglès: Pelé: Birth of a Legend) és una pel·lícula biogràfica estatunidenca sobre els inicis de la vida del futbolista brasiler Pelé. La pel·lícula està dirigida i escrita per Jeff Zimbalist i Michael Zimbalist i els seus protagonistes són Kevin de Paula, Vincent D'Onofrio, Rodrigo Santoro, Diego Boneta i Colm Meaney. El film es va començar a rodar a Rio de Janeiro el setembre del 2013 i el rodatge va allargar-se fins a la tardor del 2014. L'obra s'ha doblat i subtitulat al català.

## Repartiment
- Kevin de Paula és Pelé (edats 13 a 17)
- Leonardo Lima Carvalho és Pelé (edat 10)
- Seu Jorge és Dondinho, pare de Pelé.
- Mariana Nunes és Celeste, mare de Pelé.
- Vincent D'Onofrio és Vicente Feola, l'entrenador de la selecció de Brasil a la Copa del Món de Futbol de 1958.
- Milton Gonçalves és Waldemar de Brito, antic futbolista i scout que va descobrir Pelé quan era petit.
- Diego Boneta és José Altafini "Mazzola", futbolista italo-brasiler.
- Colm Meaney és George Raynor, l'entrenador la selecció de Suècia a la Copa del Món de Futbol de 1958.
- Felipe Simas és Garrincha, futbolista brasiler
- Fernando Caruso és Zito, futbolista brasiler.

## Producció
La pel·lícula es va començar a rodar a Rio de Janeiro el 30 de setembre de 2013. El 9 de febrer del 2014, es va anunciar que la pel·lícula no s'estrenaria coincidint amb el 2014 FIFA Copa Mundial, perquè encara es trobava en post producció.
La pel·lícula va ser rodada al Brasil, amb Leonardo Carvalho i Kevin de Paula encarnant el jove Pelé a les edats de 9 i 17, respectivament. Pelé va declarar: "Els dos actors joves que han fet de mi mateix quan era jove seran veritables estrelles, ja que han quedat provades les seves habilitats tant a la pantalla com al futbol." Zimbalist va dir que es volien concentrar en la vida primerenca de Pelé per raons dramàtiques. "Va ser el naixement de la llegenda que va associada al naixement de la identitat nacional brasilera, venint de la derrota l'any 1950 amb Uruguai a Maracaná". La pel·lícula està en part centrada en la relació entre Pelé i el seu pare.

## L'estil Ginga
L'estil de futbol de Pelé deriva del Ginga. Com explica el personatge De Brito: "és primitiu, però té una història llarga i rica... Tot va començar a principis del segle xvi... Els portuguesos van arribar al Brasil amb esclaus africans, però la voluntat dels africans era forta i molts van fugir a la jungla. Pels protegir-se van recórrer al ginga, a les arrels de la Capoeira, l'art marcial de la guerra. Quan l'esclavitud es va abolir, els capoeiristes va sortir de la jungla, i es van trobar amb què la capoeira estava prohibida. Van veure que el futbol era la manera perfecta de practicar ginga sense ser arrestats. Va ser la forma definitiva del ginga. A poc a poc el ginga va evolucionar i es va adaptar, fins que va ser no només una cosa seva sinó de tots els brasilers. Però a la Copa del Món de 1950, la majoria van creure que l'estil ginga va ser el responsable de la pèrdua del trofeu i van repudiar qualsevol cosa associada amb el patrimoni africà. I tal com l'entrenador ha estat intentant treure el ginga del vostre joc, hem estat intentant treure'l de nosaltres com si mai no hagués existit."

## Música
Totes les cançons foren compostes per A. R. Rahman.
| 1.  | «The Little Rascal»      | Anna Beatriz                           |  |
| 2.  | «Reality»                | George Doering                         |  |
| 3.  | «Father trains Pelé»     | A. R. Rahman                           |  |
| 4.  | «Celeste's Theme»        | Nikhita Gandhi                         |  |
| 5.  | «World Cup 1950»         | Gaayatri Kaundinya                     |  |
| 6.  | «Dico Becomes Pelé»      | Nikhita Gandhi                         |  |
| 7.  | «The Gift»               | George Doering                         |  |
| 8.  | «Prodigy»                | Sivamani                               |  |
| 9.  | «The Chase»              | Sivamani                               |  |
| 10. | «Thiago is Gone»         | Linda Lind                             |  |
| 11. | «Santos Dilemma»         | A. R. Rahman                           |  |
| 12. | «Locker Room»            | A. R. Rahman                           |  |
| 13. | «Hat trick»              | A. R. Rahman                           |  |
| 14. | «Return to Ginga»        | Sivamani                               |  |
| 15. | «No Looking Back»        | George Doering                         |  |
| 16. | «Conquering the Demons»  | A. R. Rahman                           |  |
| 17. | «Against All Odds»       | Nikhita Gandhi, Arpita Gandhi          |  |
| 18. | «Blessings from the Sky» | Jonita Gandhi                          |  |
| 19. | «The History of Ginga»   | A. R. Rahman                           |  |
| 20. | «Ginga»                  | A. R. Rahman, Anna Beatriz, Aditya Rao |  |